# Canada Bay (vik i Australien)
Canada Bay är en vik i Australien. Den ligger i delstaten New South Wales, i den sydöstra delen av landet, nära delstatshuvudstaden Sydney.
Runt Canada Bay är det i huvudsak tätbebyggt. Runt Canada Bay är det mycket tätbefolkat, med 3 895 invånare per kvadratkilometer. Genomsnittlig årsnederbörd är 1 380 millimeter. Den regnigaste månaden är februari, med i genomsnitt 200 mm nederbörd, och den torraste är juli, med 36 mm nederbörd.